# Joe Raposo
Joe Raposo est un compositeur américain né le 8 février 1937 à Fall River (Massachusetts) et mort le 5 février 1989 à Bronxville (New York).

## Biographie
Joseph Guilherme Raposo naît le 8 février 1937 à Fall River (Massachusetts).
En compagnie de Jim Henson et Jon Stone, il crée la légendaire émission pour enfants 1, rue Sésame dont il est le principal directeur musical et compose la plupart des chansons, notamment Sing, Bein’Green, You Will Be My Music, Winner et Somebody Come and Play. Grâce à ces dernières, il remporte cinq prix Grammy. Il est également nommé à l’Oscar de la meilleure musique pour La Grande Aventure des Muppets.
Arrangeur et superviseur de la comédie musicale You're a Good Man, Charlie Brown (en), il a composé plusieurs chansons pour Frank Sinatra et a été directeur musical de l’émission The Electric Company. 
Il meurt le 5 février 1989, à seulement 51 ans, d'un lymphome.

## Théâtre
- 1967 :  You're a Good Man, Charlie Brown (en), comédie musicale de Clark Gesner - arrangeur et superviseur

## Filmographie

### Cinéma
- 1972 : Possession meurtrière (The Possession of Joel Delaney)
- 1972 : Sauvages (Savages)
- 1975 : Nashville
- 1977 : Raggedy Ann and Andy: A Musical Adventure - également scénariste
- 1981 : La Grande Aventure des Muppets (The Great Muppet Caper)

### Télévision

#### Téléfilms
- 1969 : Hey, Cinderella!
- 1975 : The Muppet Show: Sex and Violence
- 1977 : Halloween Is Grinch Night (en)
- 1980 : Pontoffel Pock, Where Are You? - également voix
- 1981 : Dennis the Menace in Mayday for Mother
- 1982 : The Grinch Grinches the Cat in the Hat
- 1982 : The Fantastic Miss Piggy Show
- 1984 : Cabbage Patch Kids: First Christmas
- 1989 : Sesame Street: 20 and Still Counting
- 1994 : Sesame Street Jam: A Musical Celebration

#### Séries télévisées
- 1969 : 1, rue Sésame (Sesame Street)
- 1975 : We'll Get By
- 1976 : Ivan the Terrible
- 1979 : The Ropers
- 1983 : Foot in the Door
- 1990 : Dr. Fad